# Sue Grafton
Sue Grafton (n. 24 aprilie 1940, Kentucky, SUA – d. 28 decembrie 2017, Santa Barbara, California, SUA) a fost o scriitoare de thriller.

## Cărți publicate
- Keziah Dane (1967)
- The Lolly Madonna War (1969)
- A Is for Alibi (1982)
A de la alibi (2007)
- B Is for Burglar (1985)
B de la bandit (2007)
- C Is for Corpse (1986)
C de la cadavru (2010)
- D Is for Deadbeat (1987)
D de la datornic (2011)
- E Is for Evidence (1988)
- F Is for Fugitive  (1989)
- G Is for Gumshoe (1990)
- H Is for Homicide (1991)
- I Is for Innocent (1992)
- J Is for Judgment (1993)
- K Is for Killer (1994)
- L Is for Lawless (1995)
- M Is for Malice (1996)
- N Is for Noose (1998)
- O Is for Outlaw (1999)
- P Is for Peril (2001)
- Q Is for Quarry (2002)
- R Is for Ricochet (2004)
- S Is for Silence (2005)
- T Is for Trespass (2007)
- U Is for Undertow (2009)
- V Is for Vengeance (2011)
- W Is for Wasted (2013)
- X (2015)
- Y Is for Yesterday (2017)